# ヒドロキシイソ尿酸ヒドロラーゼ
ヒドロキシイソ尿酸ヒドロラーゼ(Hydroxyisourate hydrolase、EC 3.5.2.17)は、以下の化学反応を触媒する酵素である。
5-ヒドロキシイソ尿酸 + 水{\displaystyle \rightleftharpoons }5-ヒドロキシ-2-オキソ-4-ウレイド-2,5-ジヒドロ-1H-イミダゾール-5-カルボン酸
従って、この酵素の基質は、5-ヒドロキシイソ尿酸と水の2つ、生成物は5-ヒドロキシ-2-オキソ-4-ウレイド-2,5-ジヒドロ-1H-イミダゾール-5-カルボン酸のみである。
この酵素は加水分解酵素、特に環状アミドの炭素-窒素結合に作用するものに分類される。系統名は、5-ヒドロキシイソ尿酸 アミドヒドロラーゼ(5-hydroxyisourate amidohydrolase)である。その他、HIUHase、5-hydroxyisourate hydrolase等とも呼ばれる。この酵素は、プリン代謝に関与している。

## 構造
2007年末時点で、この酵素の2つの構造が特定されている。蛋白質構造データバンクのコードは、2H1X及び2H6Uである。